# Bauhinia malacotricha
Bauhinia malacotricha är en ärtväxtart som beskrevs av Hermann August Theodor Harms. Bauhinia malacotricha ingår i släktet Bauhinia och familjen ärtväxter. Inga underarter finns listade i Catalogue of Life.